# Björn Skogar
Björn Skogar, född 1942, är en svensk teologihistoriker. Han är docent och har arbetat som lektor vid Södertörns högskola där han byggt upp ämnet religionsvetenskap.
Skogar startade sin akademiska bana som teolog och han arbetade även en period som präst i Svenska kyrkan, verksam i Värmland. Han disputerade 1993 i idéhistoria med avhandlingen Viva vox och den akademiska religionen. Därefter har han fortsatt forska omkring människor som språkliga varelser och hur detta ligger till grund för att tolka och förstå livet i vid mening. Skogar har även forskat inom området för religionsdidaktik. Skogar har arbetat på högskolorna i Karlstad och Södertörn och har bland annat deltagit i utvecklat den religionsdidaktiska verksamheten. Skogar var aktiv  under många år i styrelsen för det Religionsvetenskapliga sällskapet i Stockholm.. Han har skrivit två kapitel i boken Sällskapet. Tro och vetande i 1900-talets Sverige (2013), redigerad av Susanne Olsson.
I samband med Skogars pensionering publicerades 2008 boken Hermeneutik, didaktik och teologi : en vänbok till Björn Skogar, redigerad av Susanne Olsson  och David Thurfjell . 